# Никорешти (Алба)
Никорешти (рум. Nicorești) насеље је у Румунији у округу Алба у општини Соходол. Oпштина се налази на надморској висини од 862 m.

## Становништво
Према подацима из 2002. године у насељу је живело 61 становника, од којих су сви румунске националности.